# Luigi Mazzuchelli
Luigi Mazzuchelli, avstrijski general, * 17. september 1776, † 5. avgust 1868.